# Binh đoàn Lê dương Quốc tế (Ukraina)
Binh đoàn Lê dương Quốc tế hay còn gọi là Lực lượng Phòng thủ Nội địa Ukraine (tiếng Anh: International Legion of Territorial Defence of Ukraine, tiếng Ukraine: Інтернаціональний легіон територіальної оборони України, Latinh hóa: Internatsionalnyi lehion terytorialnoi oborony Ukrainy), hay Binh đoàn Lê dương Ukraine, là một đơn vị quân sự nước ngoài thuộc Lực lượng Phòng thủ Nội địa của Ukraina. Đơn vị này được thành lập vào ngày 27 tháng 2 năm 2022 bởi Chính phủ Ukraine theo đề nghị của Tổng thống Ukraine Volodymyr Zelenskyy nhằm đối phó với chiến dịch xâm lược của Nga vào Ukraine.
Bộ trưởng Bộ Ngoại giao Ukraine Dmytro Kuleba tuyên bố rằng đến ngày 6 tháng 3 năm 2022, đã có hơn 20.000 tình nguyện viên từ 52 quốc gia nhập ngũ để chiến đấu cho Ukraine; vài nghìn người khác được cho là đã tham gia sau Kuleba đưa ra thông báo trên. Kuleba không công bố chi tiết thêm về các tình nguyện viên từ các quốc gia khác, với lý do rằng một số quốc gia cấm công dân của họ gia nhập lực lượng quân sự của các chính phủ nước ngoài. Tuy nhiên, một cuộc điều tra của tờ New York Times vào tháng 3 năm 2023 cho thấy đơn vị này có thể chỉ có 1.500 thành viên, nhiều người trong số đó thậm chí đã nói dối về việc tham gia chiến đấu trực tiếp hoặc lợi dụng cuộc chiến để làm các điều bất hợp pháp. Đến tháng 11 năm 2022, binh đoàn bao gồm các thành viên đến từ hơn 60 quốc gia khác nhau.

## Tổ chức
Một số tờ báo đưa tin rằng Mamuka Mamulashvili, chỉ huy Binh đoàn Lê dương Georgia, là tổng chỉ huy trưởng toàn bộ các đơn vị tình nguyện nước ngoài của Binh đoàn Lê dương Quốc tế, nhưng các quan chức và chính phủ Ukraine vẫn chưa đưa ra tuyên bố xác nhận cho thông tin trên.

### Danh sách đơn vị
Các đơn vị và quốc tịch tương ứng đã được cho là thuộc biên chế của Binh đoàn Lê dương Quốc tế:
| Phù hiệu    | Tên                               | Mô tả |
| ----------- | --------------------------------- | --- |
| không khung | Lữ đoàn Canada                    | Bao gồm các công dân Canada và Anh, trong đó có các cựu binh Canada. |
| không khung | Quân đoàn Lê dương Tự do Nga      | Bao gồm các tình nguyện viên và cựu binh của Lực lượng Vũ trang Liên bang Nga, trong đó có các công dân Nga và Belarus sinh sống ở Ukraine. |
| không khung | Tiểu đoàn Vovkodav số 1           | Bao gồm các công dân gốc Hoa Kỳ, Azerbaijan, Áo, Anh, Hy Lạp, Ailen, Croatia, Brazil, Moroco, Đài Loan, Nhật Bản. |
| không khung | Tiểu đoàn Đặc biệt số 3           | Gồm các đơn vị: - Tiểu đoàn Omega: bao gồm các công dân Hoa Kỳ, nhiều người trong số đó là các cựu chiến binh từng chiến đấu ở Afghanistan và Iraq, và các cựu binh lực lượng đặc nhiệm từng đóng quân ở Hàn Quốc. - Tiểu đoàn Turan: bao gồm các công dân Kazakhstan, Kyrgyzstan, và Azerbaijan. - Các tiểu đoàn khác: gồm các công dân gốc Brazil, Tây Ban Nha, Bồ Đào Nha, Ý, Pháp và khác. |
| không khung | Tiểu đoàn Dzhokhar Dudayev        | Một trong số vài đơn vị gốc Chechen chiến đấu cho Ukraine. Tiểu đoàn được đặt tên theo vị Tổng thống đầu tiên của nước Cộng hòa Chechnya Ichkeria ly khai, Dzhokhar Dudayev. |
|             | Phân đội Khamzat Gelayev          | Một trong số vài đơn vị gốc Chechen chiến đấu cho Ukraine. Tiểu đoàn được đặt tên theo Khamzat Gelayev, một chỉ huy kháng chiến quân Chechnya chống Nga. Phần lớn các thành viên đơn vị là cựu binh của Trung đoàn Đặc nhiệm Borz. |
|             | Lữ đoàn Mục đích Độc lập Đặc Biệt | Một trong số vài đơn vị gốc Chechen chiến đấu cho Ukraine. Tiểu đoàn trực thuộc Bộ Quốc phòng Cộng hòa Chechnya Ichkeria, bao gồm các cựu chiến binh Chechnya trong cuộc chiến tranh Chechnya và nội chiến Syria. |
| không khung | Quân đoàn Tình nguyện Nga         | Được thành lập vào tháng 8 năm 2022 bởi các tình nguyện viên cánh hữu gốc Nga từng chiến đấu cho Ukraine trong Trung đoàn Azov và các đơn vị khác kể từ năm 2014. |
| không khung | Tiểu đoàn Imam Shamil Dagestan    | Bao gồm các người dân tộc thiểu số gốc Dagestan. |
| không khung | Trung đoàn Pahonia                | Gồm các tình nguyện viên gốc Belarus. |
| không khung | Tiểu đoàn Krym                    | Bao gồm các tình nguyện viên người Tatar Krym. |
|             | Quân đoàn Tình nguyện Ba Lan      | Bao gồm các tình nguyện viên đến từ Ba Lan. |
|             | Quân đoàn Tình nguyện Belarus     | Bao gồm các tình nguyện viên đến từ Belarus, trong đó có Tiểu đoàn Terror. |
| không khung | Tiểu đoàn Quốc gia Karelia        | Được thành lập vào năm 2023, gốc Karelia. Là một phần của Mặt trận Giải phóng Quốc gia Karelia. |
| không khung | Tiểu đoàn Lê dương Quốc tế số 2   | Gồm các thành viên gốc Ukraine, Belarus và Georgia. |
| không khung | Đại đội Bashkir                   | Bao gồm các người dân tộc thiểu số Bashkir thân Ủy ban Kháng chiến Bashkir. |